# Lisa Martinová
Lisa Frances Ondiekiová za svobodna O'Dea, dříve Martinová (* 12. května 1960), je bývalá australská běžkyně na dlouhé vzdálenosti. V maratonskému běhu získala v roce 1988 stříbrnou olympijskou medaili a dvě zlaté medaile Commonwealth Games. Další maratónská vítězství získala na Mezinárodním ženském maratónu v Osace v roce 1988 a New York City Marathon v roce 1992. Třikrát také zvítězila v půlmaratonu Great North Run Half Marathon. Její nejlepší čas na maraton 2:23:51, vytvořený v roce 1988, byla tak čtvrtou nejrychlejší běžkyni v maratonu v historii v té době.